# Brachydesmus histricus
Brachydesmus histricus är en mångfotingart som beskrevs av Pius Strasser 1942. Brachydesmus histricus ingår i släktet Brachydesmus och familjen plattdubbelfotingar. Inga underarter finns listade i Catalogue of Life.